# Tagliagrana

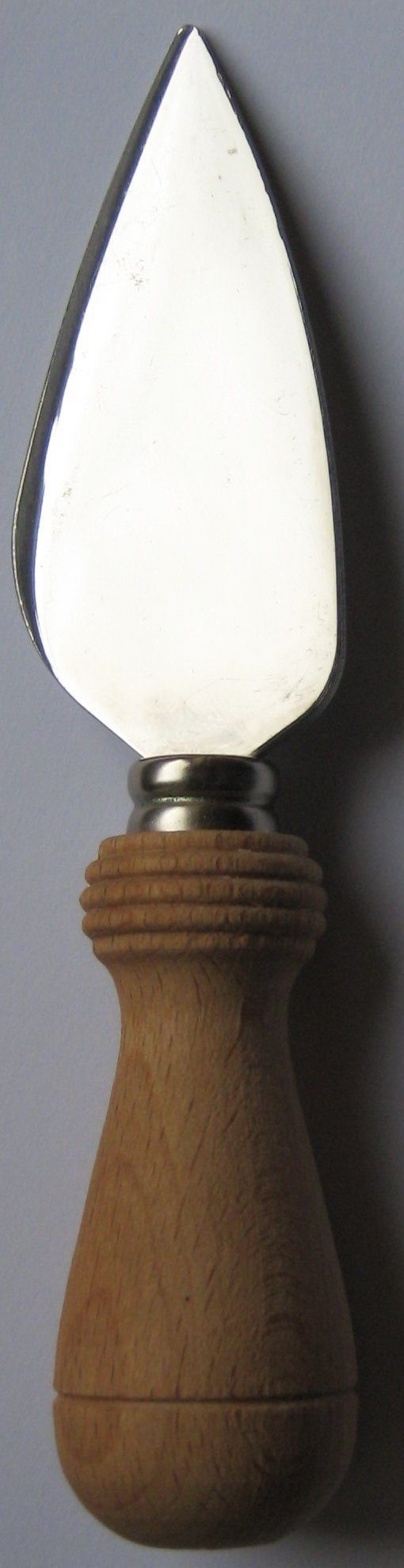
Tagliagrana

Il tagliagrana, come indica il nome, è un tipo di coltello da formaggio, con lama a forma di cuore, usato per i formaggi grana.

## Descrizione
Di piccola dimensione, ha la lama, corta e robusta, a forma di goccia, e un'impugnatura in legno corta a forma di pomolo. Si usa per scalzare piccoli pezzi di formaggio a grana, che non va tagliato ma spezzato in scaglie, partendo dalla forma o dal pezzo grande che si mette in tavola.
Per l'apertura delle forme, che sono grandi e con una crosta molto dura, ci sono tagliagrana di dimensione e robustezza adeguata, con lama a cuneo e testa del manico piatta su cui si può battere.
Attrezzo tipicamente padano è utilizzato per servire il Grana Padano e il  Parmigiano Reggiano, le due denominazioni di origine protetta di formaggio a pasta dura che caratterizzano la produzione Made in Italy.

## Apertura della forma di formaggio grana
La forma del formaggio grana misura in media 35-45 cm di diametro, un'altezza di 20-26 cm e un peso di 30-40 kg e presenta una crosta dura e spessa circa 6 mm.
Al fine di mantenere la struttura interna ed esaltare la naturale granulosità del formaggio, la forma non viene "tagliata", ma viene "aperta" tramite una particolare tecnica che prevede l'uso di diverse tipologie di coltelli tagliagrana.
La forma, a temperatura ambiente e fuori dalla cella frigorifera da almeno 24 ore, viene pulita con un panno da eventuali tracce di unto e posizionata su una superficie. L'apertura può avvenire tradizionalmente in senso verticale oppure orizzontalmente "a ruota", più difficile.
Ogni porzione deve mantenere la crosta su cui deve essere ben visibile il marchio di tutela del prodotto.

### Apertura verticale
Con il coltello a mandorla si traccia una linea leggera lungo la mediana per dividere la forma; tale linea mediana viene poi ripassata in maniera più marcata con un coltello a uncino per incidere bene la crosta. In seguito vengono conficcati nel solco tracciato tre coltelli: un pugnale dritto nel centro del lato piano e due coltelli a mandorla a 45° negli spigoli opposti; estratti i tre coltelli, la forma viene girata e il procedimento viene ripetuto dall'altro lato. Se la procedura è stata eseguita correttamente, la forma si spacca esattamente a metà e si apre. In seguito il formaggio viene porzionato in pezzi più piccoli con la stessa tecnica.

### Apertura orizzontale
L'apertura orizzontale "a ruota" è più difficile, ma anche più scenografica e adatta per eventi, cerimonie o buffet. La forma viene incisa lungo l'intera circonferenza nel mezzo dello scalzo verticale con il coltello ad uncino. In seguito vengono utilizzati due coltelli (il pugnale e il coltello a mandorla), che sono conficcati dritti verso il centro in modo alternato, più volte e facendo ruotare la forma. Completato il giro a 360°, con l'aiuto del coltello a spatola si spacca la forma e si ottengono due "ruote".

## Galleria d'immagini

Coltello a mandorla
Coltello scagliatore
Coltello a spatola
Pugnale
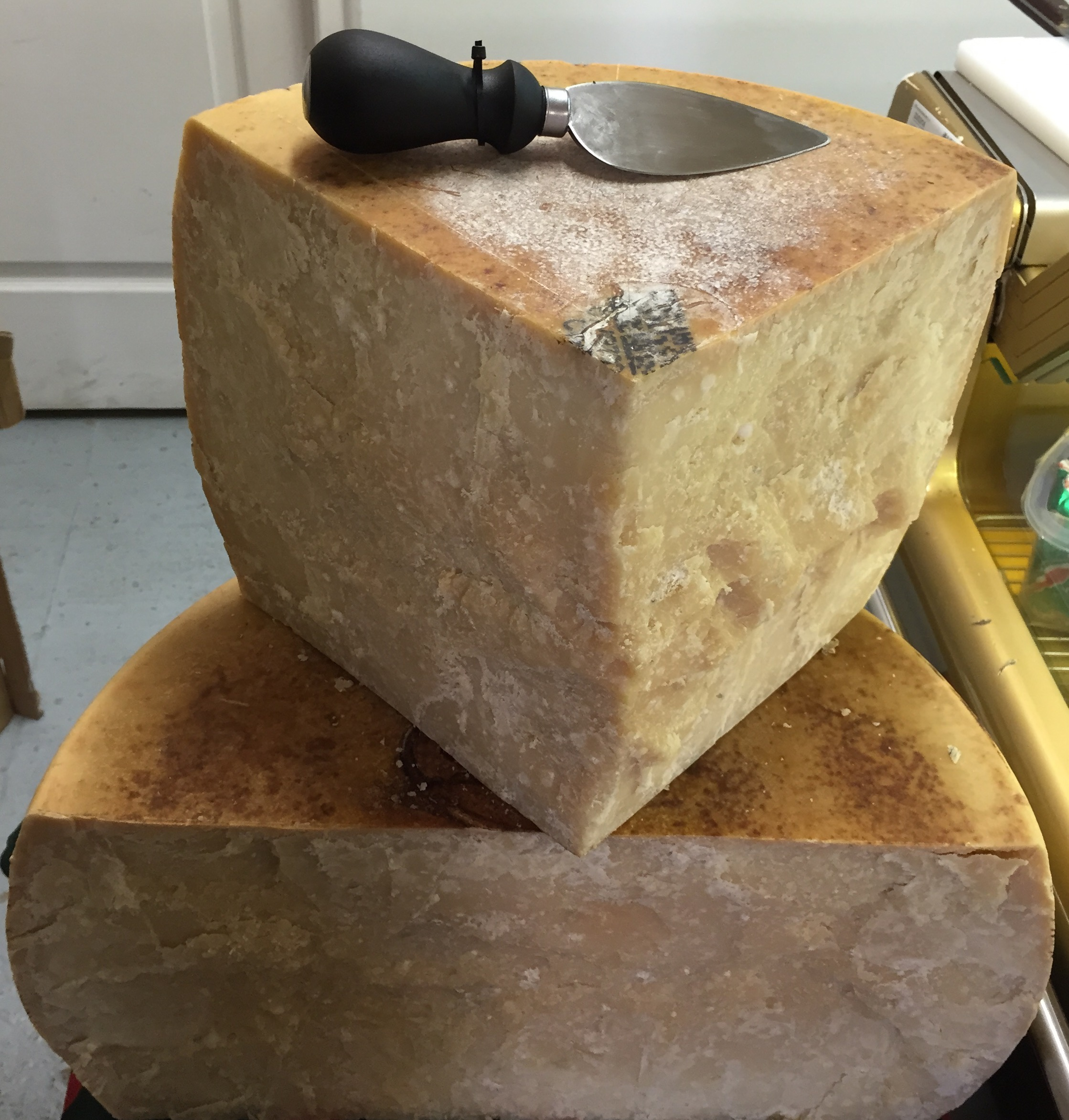
Forma di grana aperta a mano